# Heptan-3-ol
El heptan-3-ol, anteriormente nombrado 3-Heptanol, es un alcohol orgánico con la fórmula química C7H16O, derivado del isómero heptanol. Se trata de un alcohol terciario con el hidroxilo en el tercer carbono de las siete cadenas lineales de carbono,
El 3-Heptanol es quiral, así que presenta dos enantiómeros: El (R)-heptan-3-ol, y el (S)-heptan-3-ol.

## Presencia
El heptan-3-ol está naturalmente presente en numerosas frutas y otros alimentos tales como el plátano, la arándano rojo grande, la papaya, la patata, la malta, la menta negra, el whisky, la mantequilla, la carne de vacuno asado o el café